# Cải xoong

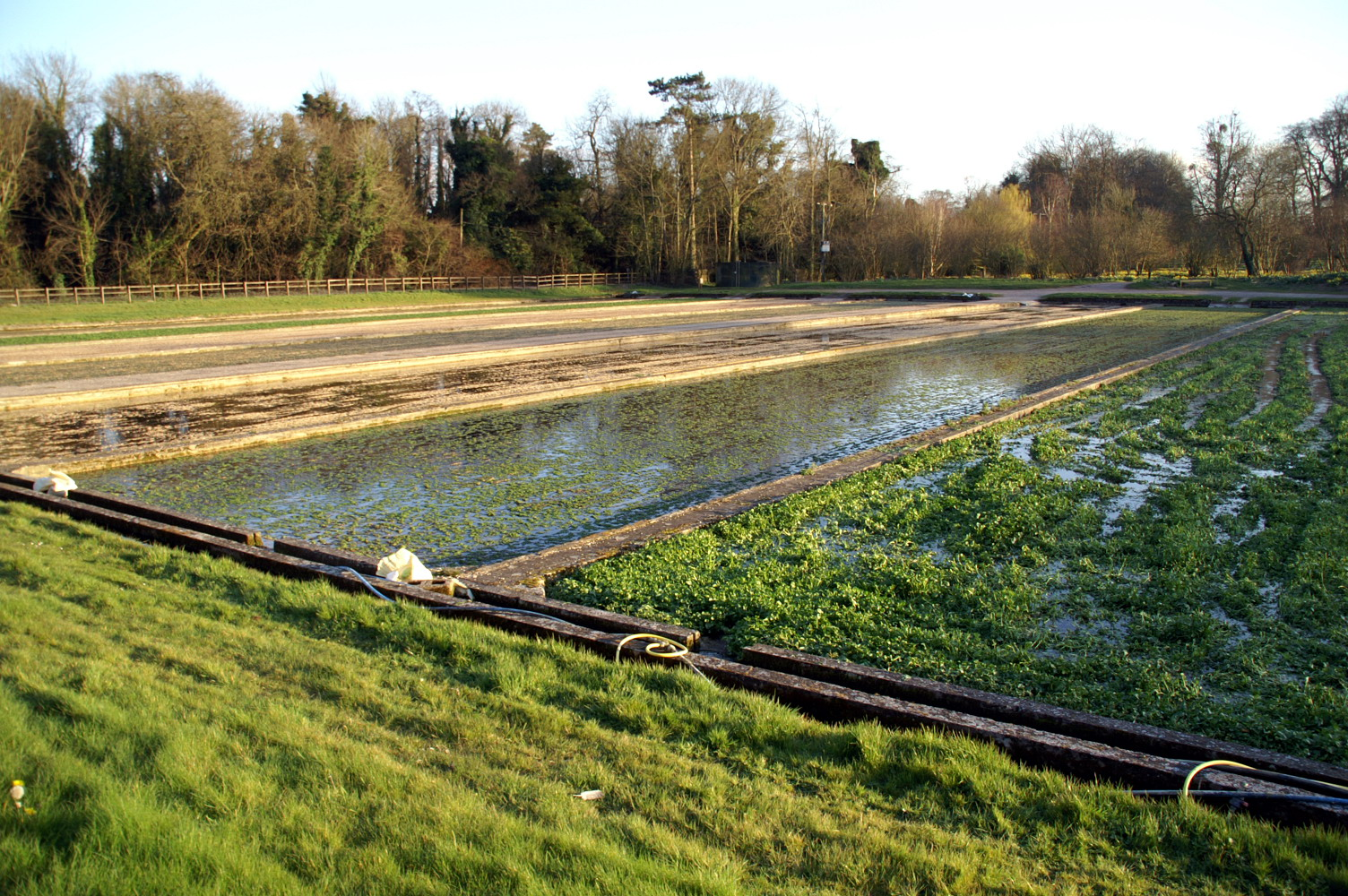
Ruộng cải xoong ở Warnford, Hampshire, Anh

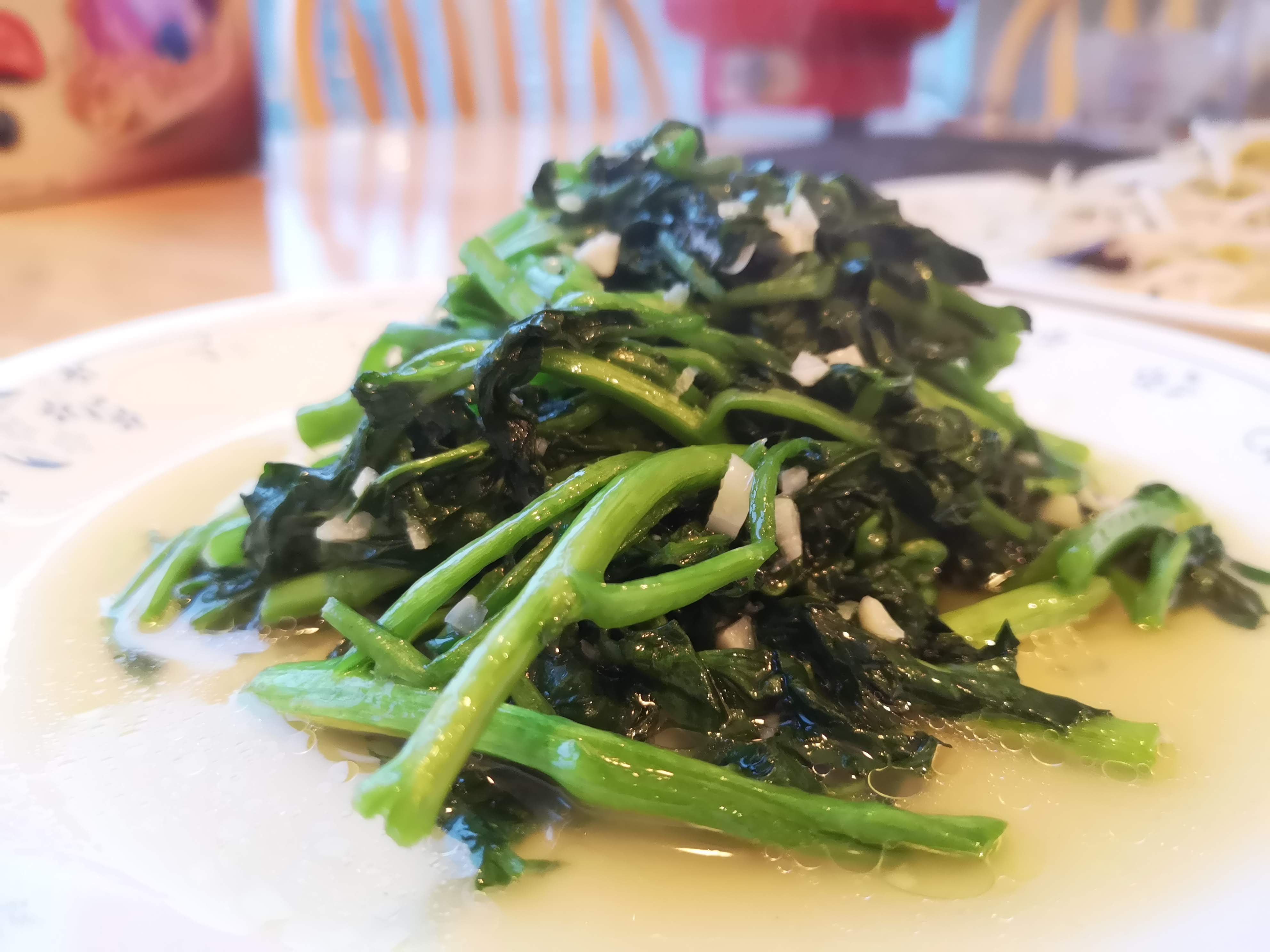
Món cải xoong xào

Cải xoong còn có tên gọi khác là cải xà lách xoong, xà lách xoong (danh pháp hai phần: Nasturtium officinale hoặc Nasturtium microphyllum) là một loại thực vật thủy sinh hay bán thủy sinh, sống lâu năm và lớn nhanh, có nguồn gốc từ châu Âu tới Trung Á và là một trong số những loại rau ăn được con người dùng từ rất lâu. Các loài thực vật này là thành viên của họ Cải (Brassicaceae), về mặt thực vật học là có họ hàng với rau tần và mù tạc — tất cả chúng đều đáng chú ý vì có mùi vị hăng và cay.
Thân của cải xoong trôi nổi trên mặt nước và lá của nó là loại lá phức hình lông chim. Cải xoong sản sinh ra các hoa nhỏ màu trắng và xanh lục, mọc thành cụm.
Nasturtium nasturtium-aquaticum và Sisymbrium nasturtium-aquaticum là các từ đồng nghĩa của N. officinale. Nasturtium officinale thứ microphyllum (Boenn. cũ Reich.) Thellung là từ đồng nghĩa của N. microphyllum (ITIS, 2004). Các loài này cũng được liệt kê trong một số nguồn là thuộc về chi Rorippa, mặc dù các chứng cứ phân tử chỉ ra rằng các loài thực vật thủy sinh với thân rỗng có quan hệ họ hàng gần gũi với Cardamine hơn là so với Rorippa (Al-Shehbaz & Price, 1998). Lưu ý là mặc dù tên khoa học của chi cải xoong là Nasturtium, nhưng chi này không có họ hàng gì với các loài sen cạn trong chi Tropaeolum (họ Tropaeolaceae) mà trong tiếng Anh thông thường người ta cũng gọi là "Nasturtium".

## Trồng trọt
Trong thực tế, người ta trồng cải xoong ở cả phạm vi lớn lẫn phạm vi trong vườn nhà. Là loại cây (bán) thủy sinh, cải xoong rất phù hợp đối với việc trồng trong nước, phát triển tốt nhất trong nước hơi kiềm. Thông thường người ta trồng nó xung quanh vùng thượng nguồn của các dòng nước chảy qua vùng đá phấn. Tại nhiều thị trường khu vực thì nhu cầu về cải xoong vượt xa khả năng cung cấp. Có vẻ điều này là do lá cải xoong không thích hợp cho việc phân phối trong dạng khô và chỉ có thể lưu giữ trong một thời gian ngắn. Nếu mọc hoang dã thì cải xoong có thể cao tới 50–120 cm. Người ta cũng bán cải xoong trong dạng cây rau non, trong trường hợp này người ta thu hoạch thân cây ăn được chỉ vài ngày sau khi hạt nảy mầm.

## Giá trị dinh dưỡng
Cải xoong chứa một lượng đáng kể sắt, calci và axít folic cùng với các vitamin A và C. Tại một số khu vực, cải xoong được coi là cỏ dại nhưng tại những khu vực khác thì nó lại được coi là rau ăn hay cây thuốc. Ở những khu vực mà cải xoong mọc có nhiều chất thải động vật thì nó có thể là nơi trú ẩn cho các loại động vật ký sinh như sán lá gan cừu Fasciola hepatica.
Người ta cũng gán một số lợi ích cho việc ăn cải xoong, chẳng hạn việc nó có tác dụng như một chất kích thích nhẹ, một nguồn hóa thực vật, có tác dụng chống oxy hóa, lợi tiểu, long đờm và trợ giúp tiêu hóa.
Cải xoong dường như cũng có các tính chất ức chế ung thư chống tạo mạch. nó được nhiều người tin có khả năng giúp bảo vệ chống lại bệnh ung thư phổi. Chất phenethyl isothiocyanate (PEITC) trong cải xoong ức chế HIF, có thể ức chế sự hình thành mạch.